# Linh dương nam Phi Brooke
Linh dương nam Phi Brooke là một loài động vật có vú trong họ Bovidae, bộ Artiodactyla. Loài này được Thomas mô tả năm 1903.